# Porubne

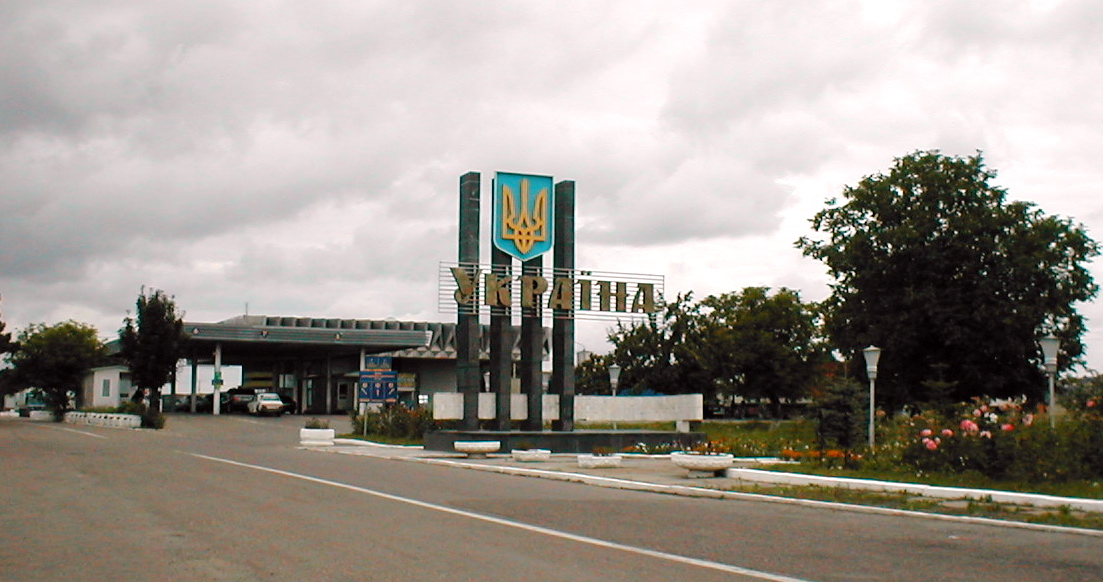
Ponto de verificação de Porubne

Porubne - posto de controle na fronteira do estado da Ucrânia na fronteira com a Romênia .
Localizado na região de Chernivtsi, distrito de Hlybokaje, perto da vila de Terebleche na rodovia E85 (М19). No lado romeno, o posto de controle de Siret está localizado perto da cidade de Seret, Condado de Suceava, em uma rota Euro similar na direção de Suceava .
O ponto de verificação tem dois status: internacional e local. Tipo de posto de controle internacional: para automóvel. Tipo de posto de controle local: para pedestre / carro. Status do ponto de verificação local: 24 horas por dia.
A natureza do transporte: passageiro, carga.
Além de radiológico, alfandegário e fronteiriço, o posto de controle Porubne pode realizar controle sanitário, fitossanitário, veterinário e ambiental do Serviço Internacional de Transporte Rodoviário, além do controle sobre a circulação de bens culturais  .

O posto de controle de Porubne faz parte do posto alfandegário de Vadul-Siret da Alfândega Regional de Chernivtsi. O código do ponto de verificação é 40802 03 00 (41)  .

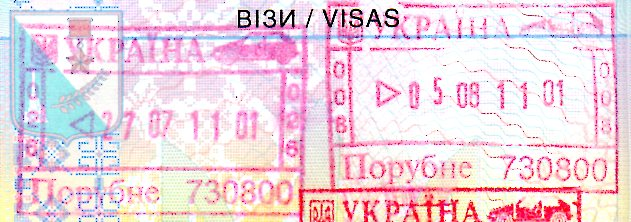
Selos do posto de controle internacional de automóveis "Porubne"